# عيني عينك 3 (برنامج)
عيني عينك 3 هو برنامج كوميدي كويتي من إنتاج قناة فنون وإخراج حسن أشكناني والعرض الأول (11 أغسطس 2010 )

## الفنانين المشاركين
- منى شداد
- يعقوب عبد الله
- نادية كرم
- أحمد الفرج
- فيصل بوغازي
- جمال الشطي
- فرحان العلي
- بلال الشامي
- مي البلوشي
- يوسف غلوم
- إبراهيم الشيخلي
- ملاك
- ليلى عبد الله
- شهاب حاجيه